# ستاوا ألكسندريون بوخارست
ستاوا ألكسندريون بوخارست هو نادي كرة يد في رومانيا تأسس في سنة 1949. يلعب في الدوري الروماني لكرة اليد. تبلغ سعة ملعبه 600 متفرجا.

## الإنجازات
- بطل الدوري :
  - 1963، 1967، 1968، 1969، 1970، 1971، 1972، 1973، 1974، 1975، 1976، 1977، 1979، 1980، 1981، 1982، 1983، 1984، 1985، 1987، 1988، 1989، 1990، 1994، 1996، 2000، 2001، 2008